# Vicus
Vicus (pl. vici) desemna în Antichitatea romană o subîmpărțire administrativă a Romei sau o așezare apărută ad-hoc în imediata proximitate a unui castru roman. 